# 杨世杰 (天文学家)
杨世杰（1933年2月—2012年4月29日），男，籍贯浙江宁波，生于上海，中国天文学家、仪器制造专家、天文科普作家，中国天文望远镜事业的奠基人之一，中国天文光学事业开创者之一，有“天文光学泰斗”之称。

## 生平
籍贯浙江宁波市，1933年2月出生于上海市。1951年，考入交通大学，入物理系学习。1952年，全国高等院校院系调整，交大物理系并入复旦大学，杨进入复旦大学物理系学习。1955年，毕业于复旦大学。
1955年毕业后，分配到中国科学院紫金山天文台工作。1958年，经国家选派，赴苏联留学，1958年至1959年，在位于列宁格勒的普尔科沃天文台学习研究，师从苏联光学大师、苏联科学院院士马克苏托夫。 　　 
1966年1月，经郭沫若（当时中国科学院院长）亲自批准，破格晋升为紫金山天文台副总工程师。
2012年4月29日下午2:45，因病在南京逝世，享年80岁（满79岁）。

## 学术贡献
- 1956年，在中国科学院紫金山天文台打造出中国第一台施密特望远镜（13厘米）[1]。
- 1976年，研制成功600毫米陶瓷抛物面镜[1]。
- 2002年，磨制成功1米口径太阳空间望远镜镜片（有中国“哈勃”）[2]。
- 曾在《天文爱好者》等多种科普杂志上专文普及介绍天文学、望远镜光学、仪器光学，成为中国广大天文爱好者、望远镜爱好者的入门读物[2]。

## 奖项和荣誉
- 1978年：获得全国科学大会奖[1]。
- 1978年：获得中国科学院重大科技成果奖[1]。
- 1979年：获得中华人民共和国国务院“全国劳动模范”荣誉称号。
- 1992年起：享受政府特殊津贴。